# Cimișeni
Cimișeni è un comune della Moldavia situato nel distretto di Criuleni di 2.868 abitanti al censimento del 2004